# Lokve, Črnomelj
Lokve este o localitate din comuna Črnomelj, Slovenia, cu o populație de 456 de locuitori.